# Sanulrim
Sanulrim (en hangul: 산울림) fue una banda de rock surcoreana que debutó en 1977. Ellos son considerados uno de los grupos de rock más influyentes en Corea del Sur. La banda estaba integrada por los hermanos Kim Chang-wan, Kim Chang-hoon y Kim Chang-ik.
El grupo mencionó como influencias a la banda británica de rock progresivo: Gentle Giant y a la banda británica de pop y rock: Bee Gees.

## Historia
Los tres miembros de Sanulrim eran los hermanos Kim Chang-wan (김창완, 1954-), Kim Chang-hoon (김창훈, 1956-) y Kim Chang-ik (김창익, 1958-2008).
La banda, formada cuando los tres eran estudiantes universitarios, se llamaba en un principio Mui (무이) y nunca tuvo la intención de convertirse en una banda profesional. Kim Chang-hoon tuvo otro grupo en su escuela, llamada Sand Pebbles y que ganó el MBC College K-Pop Festival con la canción "나 어떡해" (¿Qué debería hacer?). Inicialmente, Mui había sido nominado para ganar con la canción 문좀 열어줘 (Por favor, abre la puerta), pero fue descalificado porque Kim Chang-wan ya se había graduado de la universidad.
Con la confianza ganada, la banda buscó un agente musical y cambió el nombre a Sanulrim a petición de su nuevo manager.
El grupo estrenó su primer álbum en diciembre de 1977. El disco impactó la escena musical de Korea y se convirtió en un éxito comercial y ante la crítica. El álbum, titulado vol. 1 아니벌써 (Qué, ¿listos?) llevó al público coreano un tipo de música que nunca había escuchado antes. 
La apariencia de Sanulrim  en la escena era considerada dramática y significativa.
Durante 1977-1984, ellos presentaron más de 10 discos y ayudaron a otros músicos. El 5 de julio de 2007, hicieron una presentación y lanzaron su álbum número 14 para festejar su 30.º aniversario.

## Disolución
El 29 de enero de 2008, el baterista Kim Chang-ik murió en un accidente de tráfico en Vancouver, Canadá. Kim Chang-wan anunció la desintegración del grupo después de la muerte de su hermano.
Después de la disolución, Kim Chang-wan ha permanecido en actividad como músico, actor y escritor.